# Butkus Award
Il Butkus Award è assegnato annualmente al miglior linebacker degli Stati Uniti nel football americano delle scuole superiori, universitario e professionistico. Il premio prende il nome dal linebacker membro della College Football Hall of Fame e della Pro Football Hall of Fame Dick Butkus ed è presentato dalla Butkus Foundation, un'organizzazione senza scopo di lucro che tra le sue attività incluse "I Play Clean" un programma anti-steroidi. Il premio era inizialmente assegnato dal Downtown Athletic Club di Orlando, che ha rinunciato al suo controllo nel 2008.
Tradizionalmente, il premio era assegnato solamente al miglior linebacker a livello universitario. Il Butkus Award fu allargato nel 2008 ai giocatori delle scuole superiori e dei professionisti per volere della famiglia Butkus, con lo scopo di mettere a termine l'abuso di steroidi da parte dei giovani atleti.

## Albo d'oro

### Professionisti
| Anno | Giocatore         | Squadra             |
| ---- | ----------------- | ------------------- |
| 2008 | DeMarcus Ware     | Dallas Cowboys      |
| 2009 | Patrick Willis    | San Francisco 49ers |
| 2010 | Clay Matthews III | Green Bay Packers   |
| 2011 | Terrell Suggs     | Baltimore Ravens    |
| 2011 | DeMarcus Ware     | Dallas Cowboys      |
| 2012 | Von Miller        | Denver Broncos      |
| 2013 | NaVorro Bowman    | San Francisco 49ers |
| 2014 | Luke Kuechly      | Carolina Panthers   |
| 2015 | Luke Kuechly      | Carolina Panthers   |
| 2016 | Khalil Mack       | Oakland Raiders     |
| 2017 | Luke Kuechly      | Carolina Panthers   |
| 2018 | Khalil Mack       | Chicago Bears       |
| 2019 | Chandler Jones    | Arizona Cardinals   |
| 2020 | T.J. Watt         | Pittsburgh Steelers |
| 2021 | Micah Parsons     | Dallas Cowboys      |
| 2022 | Roquan Smith      | Baltimore Ravens    |
| 2023 | Roquan Smith      | Baltimore Ravens    |

### College
| Anno | Giocatore               | College        |
| ---- | ----------------------- | -------------- |
| 1985 | Brian Bosworth          | Oklahoma       |
| 1986 | Brian Bosworth          | Oklahoma       |
| 1987 | Paul McGowan            | Florida State  |
| 1988 | Derrick Thomas          | Alabama        |
| 1989 | Percy Snow              | Michigan State |
| 1990 | Alfred Williams         | Colorado       |
| 1991 | Erick Anderson          | Michigan       |
| 1992 | Marvin Jones            | Florida State  |
| 1993 | Trev Alberts            | Nebraska       |
| 1994 | Dana Howard             | Illinois       |
| 1995 | Kevin Hardy             | Illinois       |
| 1996 | Matt Russell            | Colorado       |
| 1997 | Andy Katzenmoyer        | Ohio State     |
| 1998 | Chris Claiborne         | USC            |
| 1999 | LaVar Arrington         | Penn State     |
| 2000 | Dan Morgan              | Miami          |
| 2001 | Rocky Calmus            | Oklahoma       |
| 2002 | E.J. Henderson          | Maryland       |
| 2003 | Teddy Lehman            | Oklahoma       |
| 2004 | Derrick Johnson         | Texas          |
| 2005 | Paul Posluszny          | Penn State     |
| 2006 | Patrick Willis          | Ole Miss       |
| 2007 | James Laurinaitis       | Ohio State     |
| 2008 | Aaron Curry             | Wake Forest    |
| 2009 | Rolando McClain         | Alabama        |
| 2010 | Von Miller              | Texas A&M      |
| 2011 | Luke Kuechly            | Boston College |
| 2012 | Manti Te'o              | Notre Dame     |
| 2013 | C.J. Mosley             | Alabama        |
| 2014 | Eric Kendricks          | UCLA           |
| 2015 | Jaylon Smith            | Notre Dame     |
| 2016 | Reuben Foster           | Alabama        |
| 2017 | Roquan Smith            | Georgia        |
| 2018 | Devin White             | LSU            |
| 2019 | Isaiah Simmons          | Clemson        |
| 2020 | Jeremiah Owusu-Koramoah | Notre Dame     |
| 2021 | Nakobe Dean             | Georgia        |
| 2022 | Jack Campbell           | Iowa           |
| 2023 | Payton Wilson           | NC State       |
| 2024 | Jalon Walker            | Georgia        |

### Scuole superiori
| Anno | Giocatore          | Scuola                                         |
| ---- | ------------------ | ---------------------------------------------- |
| 2008 | Manti Te'o         | Punahou School (Honolulu)                      |
| 2009 | Jordan Hicks       | Lakota West High School (West Chester)         |
| 2010 | Tony Steward       | Pedro Menendez High School (St. Augustine)     |
| 2011 | Noor Davis         | Leesburg High School (Leesburg)                |
| 2012 | Jaylon Smith       | Bishop Luers High School (Fort Wayne)          |
| 2013 | Raekwon McMillan   | Liberty County High School (Contea di Liberty) |
| 2014 | Malik Jefferson    | Ralph H. Poteet High School (Mesquite)         |
| 2015 | Caleb Kelly        | Clovis West High School (Fresno)               |
| 2016 | Dylan Moses        | IMG Academy (Bradenton)                        |
| 2017 | Solomon Tuliaupupu | Mater Day High School (Santa Ana)              |
| 2018 | Nakobe Dean        | Horn Lake High School (Horn Lake)              |
| 2019 | Justin Flowe       | Upland High School (Upland)                    |
| 2020 | Prince Kollie      | David Crockett High School (Jonesborough)      |
| 2021 | Shawn Murphy       | Unity Reed High School (Manassas)              |
| 2022 | Drayk Bowen        | Andrean High School (Merrillville)             |
| 2023 | Sammy Brown        | Jefferson High School (Jefferson)              |
| 2024 | Christian Jones    | Westside High School (Omaha)                   |